# Blocs del carrer de Santa Marta
Blocs del carrer de Santa Marta és un edifici de Lleida protegit com a bé cultural d'interès local.

## Descripció
Remodelació urbana de blocs entre mitgeres amb porxos interiors a la trama del nucli antic.
Cal destacar els arcs de mig punt dels porxos i el disseny general del conjunt amb elements estilístics clàssics i tractaments monumentalistes a la Rambla de Ferran.
Murs de càrrega i pilars, coberta mixta a la catalana. Pedra i aplacats de pedra.

## Història
Tipus d'operació urbana de sanejament al període de l'autarquia.
L'abril del 1952 el pla general plantejà la perllongació dels porxos que s'havien fet a la plaça de la Sal.